# DC Avanti
Der DC Avanti ist ein Sportwagen des indischen Automobilherstellers DC Design, der auf der Auto Expo 2012 in Neu-Delhi der Öffentlichkeit präsentiert wurde. Zwischen 2015 und 2019 wurde der Zweisitzer in Indien produziert und verkauft. Der Avanti wird von einem 184 kW (250 PS) starken 2,0-Liter Vierzylindermotor von Renault angetrieben.

## Technische Daten
|                            | DC Avanti              |
| Bauzeitraum                | 2015–2019              |
| Motorkenndaten             |                        |
| Motortyp                   | R4-Ottomotor           |
| Hubraum                    | 1998 cm³               |
| max. Leistung bei min−1    | 184 kW (250 PS) / 5500 |
| max. Drehmoment bei min−1  | 340 Nm / 2750–5500     |
| Kraftübertragung           |                        |
| Antrieb                    | Hinterradantrieb       |
| Getriebe, serienmäßig      | 6-Gang-Schaltgetriebe  |
| Messwerte                  |                        |
| Höchstgeschwindigkeit      | 200 km/h (abgeregelt)  |
| Beschleunigung, 0–100 km/h | 6,0 s                  |